# Штансерхорн
Штансерхорн, Штанзерхорн (нем. Stanserhorn [štᾴnsǝrhǭrn]) — горная вершина в Швейцарии, в кантоне Нидвальден. Её высота — 1898 метров над уровнем моря. Вид с вершины простирается более чем на 100 километров, видно 10 швейцарских озёр и даже горный массив Шварцвальд в Германии.
Штансерхорн также используется дельтапланеристами, так как рядом расположен крупнейший и старейший дельтапланерный клуб Швейцарии — Дельтаклуб Штанс. В солнечные дни, а особенно в выходные дни, можно с апреля по октябрь стать свидетелем полетов.

## Достопримечательности
- В апреле 2001 года открылся вращающийся ресторан Rondorama, с которого открывает панорамный вид на Фирвальдштетское озеро и на многочисленные горные вершины, среди которых — Юнгфрау, Мёнх и Эйгер.
- Небольшая панорамная тропа вокруг вершины.
- Парк сурков. Здесь можно наблюдать за сурками в их естественной среде и смотреть за их играми.
- В 1893 году был построен первый электрифицированный фуникулёр с резервным паровым котлом. Линия состояла из трёх отдельных участков. В 1970 году удар молнии в кабель привёл к пожару на промежуточной станции и в отеле на вершине горы, и всё сгорело. Рельсовую дорогу решено было не восстанавливать и в 1975 построили канатный подъёмник, однако первый участок старой дороги оставили. По нему до сих пор ходит фуникулёр более чем столетней давности. В августе 2005 года из-за обильных дождей в течение нескольких дней сильно пострадало железнодорожное полотно первого участка, однако его восстановили. Из окон подъёмника ещё можно увидеть остатки старых рельс, туннель и въезд в старый отель.